# Scott Tinley
Scott Tinley (* 25. Oktober 1956 in Santa Monica) ist ein ehemaliger US-amerikanischer Triathlet und gehörte bis Anfang der 1990er-Jahre mit Mark Allen, Dave Scott und Scott Molina zu den „Big Four“, die die damalige Triathlon-Szene dominierten.
Im Laufe seiner Karriere als einer der ersten Triathlon-Profis nahm Tinley an über 400 Wettkämpfen teil, von denen er fast einhundert gewinnen konnte. Zu seinen Palmares zählen zahlreiche Podestplatzierungen bei den beiden in den 1980er-Jahren weltweit bedeutendsten Triathlons: Beim Triathlon Longue Distance de Nice (fünf) sowie beim Ironman Hawaii (sieben, darunter zwei Siege 1982 und 1985).

Mit zwölf Top-Ten-Platzierungen beim Ironman Hawaii ist Scott Tinley unter diesem Gesichtspunkt vor Mark Allen, Ken Glah und Dave Scott der erfolgreichste Athlet bei der Veranstaltung.

## Werdegang
Scott Tinley wurde in Santa Monica als zweites von acht Kindern seiner Eltern geboren und wuchs in Fullerton auf.
Der in siebter Generation in Süd-Kalifornien lebende Tinley begann, nachdem er sich 1976 für „Leisure Management“ (Freizeit-Management) an der San Diego State University eingeschrieben hatte, mit Triathlon- und anderen Multisportwettkämpfen. Tinleys erster Triathlon war der Mission Bay Triathlon in San Diego, den Bill Phillips, damals vierzigjähriger Professor für Sportphysiologie an Tinleys Universität vor Tom Warren, Tinleys Nachbar und sportbegeisterter Inhaber einer Szene-Kneipe in San Diego, sowie Tinley auf Platz drei gewann. Weitere Wettkämpfe wie z. B. bei den von Warren organisierten Tugs Race Swim & Runs folgten. Diese Wettkämpfe blieben allerdings, abgesehen von Randnotizen im Newsletter des lokalen Laufvereins San Diego Track Club, von der Öffentlichkeit unbemerkt.
Im Mai 1979 fand Tinley in seinem Briefkasten die aktuelle Ausgabe der Zeitschrift Sports Illustrated mit einer Notiz Warrens als Verweis auf einen Artikel über eine Ausdauersport-Herausforderung, an der Warren im Januar auf O’ahu teilgenommen hatte: Barry McDermotts Bericht über Warren beim zweiten Ironman Hawaii.

### Triathlon seit 1980
Den initialen Funken für Tinleys Weg in den Leistungssport gab ein Erlebnis im März 1980 bei seiner Tätigkeit als Rettungssanitäter: Ein Jugendlicher war im Streit mit seinen Eltern davongelaufen und hatte gedroht, sich zu erhängen. Gemeinsam mit der Polizei fanden sie den Jungen in einem Wandschrank hängend.
Der Sport half Tinley von da an, das regelmäßige Trauma aus der Begegnung mit Gewalt, Verletzten und Leidenden zu verarbeiten. In der Sendung Wide World of Sports sah Tinley den Bericht von ABC über den Ironman Hawaii 1980.
Als Warren im Februar des folgenden Jahres zum dritten Mal beim Ironman Hawaii antrat, gehörte Tinley ebenfalls zu dem mittlerweile von zwölf Startern 1979 auf jetzt 326 Athleten angewachsenen Teilnehmerfeld, dass sich 1981 erstmals in den Lavafeldern von Big Island maß.
Tinley hatte auf eine Platzierung irgendwo unter den Top 20 spekuliert, letztlich wurde er hinter John Howard und Tom Warren Dritter.

### Sieger Ironman Hawaii 1982
Im Folgejahr konnte er sogar vor Dave Scott und seinem Bruder Jeff mit neuem Streckenrekord gewinnen.
Dramatische Szenen knapp zwei Stunden nach Tinleys Triumph 1982 sorgten für einen ungeahnten Aufmerksamkeitsschub für Triathlon in der Öffentlichkeit: Julie Moss brach als in Führung liegende Frau wenige Meter vor dem Ziel zusammen. Der TV-Bericht von ABC, wie sie mit letzter Kraft minutenlang benötigte, doch noch das Ziel zu erreichen, wurde zur meistgesehenen und mehrfach wiederholten Sendung von Wide World of Sports in diesem Jahr. Barry Frank vom Sport-Vermarkter IMG, mit dem Tinley seit seinem Auftritt in der NBC-Reality Show Sports’ Survival of the Fittest befreundet war, kontaktierte ihn daraufhin: IMG wollte jetzt ebenfalls einen großen Triathlon organisieren – und Tinley sollte am Konzept mitwirken. Tinleys Idee eines TriCountry Triathlon vor den Felsen von Monaco konnte aber so nicht umgesetzt werden: Im September 1982 starb Gracia Patricia und das Fürstentum untersagte für sechs Monate alle Sportveranstaltungen auf seinem Gebiet.
Der Wettkampf wurde kurzerhand 20 km nach Osten verlegt. Ergebnis war der Triathlon de Nice, ein Einladungsrennen für die fünfzig besten Triathleten der Welt mit weltweiten TV-Berichten von NBC über die Distanz 1,5 km Schwimmen, 100 km auf dem Rad und einem abschließenden Marathon und der damaligen Rekord-Preisgeldsumme von 25.000 US$. Tinley wurde hinter Mark Allen und Scott Molina Dritter, zusammen mit Dave Scott, der Tinley sechs Wochen zuvor beim Ironman Hawaii auf den zweiten Platz verdrängte, dominierte dieses Quartett anschließend für fast ein Jahrzehnt als die „Big Four“ die weltweite Triathlon-Szene.
Tinley lernte die Anlageberater Jerry David Dominelli und Nancy Hoover kennen.
Hoovers Sohn interessierte sich für Triathlon, und so entstand mit Tinley und seinem Bruder Jeff, Mark Allen, Scott Molina, John Howard, Kathleen McCartney und Julie Leach das Team JDavid/Hoover Racing als erstes Profi-Team im Triathlon, das u. a. für eine Reduzierung der Länge der Laufstrecke beim Triathlon de Nice sorgte.
18 Monate später entpuppten sich die Anlageempfehlungen von David und Hoover als Ponzi Scheme. David wurde für zehn Jahre inhaftiert und das Team löste sich wieder auf. Tinley, der sich auch von einer Investition in die Fonds überzeugen lassen hatte, verlor seine gesamten Ersparnisse.
Mittlerweile war Tinley aber bereits mit seiner Sportbekleidungsmarke Scott Tinley Performance Wear Clothing, die er 1984 gemeinsam mit drei Partnern gegründet hatte, erfolgreich geworden und bekam so neben seinen Einnahmen aus Antritts- und Preisgeldern eine zusätzliche finanzielle Basis. 1992 verkaufte Tinley die Firma an Reebok.
Im August 1985 wurde er beim „Mount Bachelor-Cascade Lakes Triathlon“ nationaler Meister auf der Triathlon-Langdistanz (3 km Schwimmen, 84 km Radfahren und 20 km Laufen). 1985 setzte er als erster Triathlet einen individuell gestalteten Triathlonlenker für eine noch aerodynamischere Haltung und weniger Luftwiderstand ein.

### Sieger Ironman Hawaii 1985
Über die Frage des Preisgeldes kam es 1985 zum Boykott des Ironman Hawaii durch die Top-Triathleten.
Stattdessen stand die gesamte Weltelite mit den „Big Four“ und unter anderem Rob Barel, Axel Koenders, Dirk Aschmoneit, Yves Cordier sowie bei den Frauen z. B. Erin Baker, Sylviane und Patricia Puntous, Sarah Springman, Colleen Cannon beim mit 75.000 US$ dotierten Triathlon Longue Distance de Nice am Start.
Aber auch diesmal musste Tinley wieder Allen ziehen lassen, dem bei seinem vierten Start sein vierter Sieg in Nizza gelang. Wieder daheim in Kalifornien angekommen revidierte Tinley seinen Plan und meldete doch noch beim Ironman Hawaii nach, den er ohne ernstzunehmende Konkurrenten mit über fünfundzwanzig Minuten Vorsprung auf den Zweiten gewann. Es war die letzte Ausrichtung des Ironman Hawaii als Amateurveranstaltung – ab dem Folgejahr wurden auch bei diesem Wettkampf Preisgelder ausgeschüttet. Tinley absolvierte so 1985 innerhalb von weniger als drei Monaten vier Langdistanz-Triathlons: die U.S. Long Course Championships in Oregon, den Cape Cod Triathlon, den Triathlon Longue Distance de Nice und den Ironman Hawaii, bis auf den zweiten Platz in Nizza konnte er alle gewinnen.
1986 war Tinley zu Gast in Mittelfranken, wo er sich in Roth einen Showdown mit dem damaligen deutschen Triathlonstar Dirk Aschmoneit lieferte. Nach einem Sturz Tinleys auf der Radstrecke konnte Aschmoneit das Rennen für sich entscheiden, Tinley wurde Zweiter. Anschließend trat Tinley zusammen mit Molina beim Langdistanz-Triathlon im schwedischen Säter an, den Tinley für sich entscheiden konnte. Bei der Rückfahrt von dem Wettkampf motivierte Molina Tinley, den Wagen auf den schnurgeraden und verkehrsfreien schwedischen Straßen auszufahren, im Glauben, dass hier ebenso wie auf deutschen Autobahnen kein Tempolimit bestehe. Ein Polizist klärte die beiden nach einer Verfolgungsjagd über 9 km auf, verzichtete aber auf eine Strafe und ließ die zwei Triathleten stattdessen ein Plakat des Wettkampfes, dass er als Andenken für seinen Sohn im Auto hatte, mit ihrem Autogramm verzieren.
Aus einem Interview mit Bill Katovsky, damaliger Herausgeber der Special-Interest-Zeitschrift Triathlete, entwickelte sich eine über zwei Jahrzehnte laufende Kolumne auf der letzten Seite des Magazins unter dem Namen Tinley talks. 1986 brachte Scott Tinley sein erstes Buch Scott Tinley’s Winning Triathlon heraus, dem über zehn weitere Publikationen folgten.
In der Endphase seiner sportlichen Karriere schrieb sich Tinley 1996 mit nunmehr vierzig Jahren erneut an der San Diego State University ein, wo er 2003 seinen Abschluss als Master of Arts in „Sozialpsychologie von Sport“ ablegte. Nachdem er 2004 zusätzlich einen Master of Fine Arts in fiktionaler Literatur erlangte, schrieb Tinley an der Claremont Graduate University bei Los Angeles seine Dissertation und wurde zum Ph.D. in Kulturwissenschaften promoviert. Seit 2003 ist er als Juniorprofessor (Lecturer) an der San Diego State University tätig.
Endgültig beendete Tinley seine Profi-Karriere 1999 im Alter von 43 Jahren. Bis dahin startete er u. a. bei jedem der zwanzig Ausgaben des Ironman Hawaii seit seiner ersten Teilnahme 1981 und kam bis auf 1995 jedes Jahr ins Ziel, darunter zwölf Mal in die Preisgeldränge – öfter als jeder andere Mann. Lediglich Fernanda Keller und Paula Newby-Fraser wurden während der Awards-Zeremonie des Ironman Hawaii häufiger auf die Bühne gebeten. Im Gegensatz zu den meisten anderen Profi-Triathleten hatte Tinley im Laufe seiner Karriere keine Auszeiten, die über einige Wochen hinausgingen. Er benötigte nach dem Ausstieg aus dem Leistungssport aber nach eigenen Angaben rund vier Jahre, bis sich sein Körper an die Umstellung gewöhnt hatte und er wieder normal schlafen konnte. 2010 bekam Tinley eine künstliche Hüfte eingesetzt.
2013 schuf Tinley gemeinsam mit dem Sportjournalisten Mike Plant den Blog trihistory.com, das sich mit Aspekten aus dem Beginn der Sportart Triathlon beschäftigt. Daneben war Tinley als Fernsehkommentator für CBS, ESPN und ABC tätig.
Scott Tinley lebt mit seiner Frau  in Del Mar. Das Paar, das 1983 heiratete, hat zwei Kinder.

## Auszeichnungen
- 1995 wurde Scott Tinley von der WTC, Veranstalter des Ironman Hawaii und Inhaber der Markenrechte für Ironman, in die Hall of Fame berufen.[23]
- 2006 berief der Veranstalter Xterra Tinley in seine Hall of Fame.[24]
- 2011 wurde Scott Tinley vom amerikanischen Triathlonverband USA Triathlon (USAT) in die Hall of Fame berufen.[25][26][27][28]

## Sportliche Erfolge
| Datum/Jahr    | Platz | Wettbewerb                                     | Austragungsort | Zeit     | Bemerkung                                         |
| ------------- | ----- | ---------------------------------------------- | -------------- | -------- | ------------------------------------------------- |
| 1989          | 1     | Escape from Alcatraz Triathlon                 | San Francisco  |          |                                                   |
| 4. Juni 1989  | 1     | Orange County Performing Arts Center Triathlon | Mission Viejo  | 01:54:14 |                                                   |
| 1988          | 8     | USA Triathlon Elite National Championships     | Wilkes-Barre   | 01:53:52 |                                                   |
| 1988          | 2     | Orange County Performing Arts Center Triathlon | Mission Viejo  |          | hinter Scott Molina                               |
| 19. Juni 1988 | 1     | San Diego International Triathlon              | San Diego      | 01:24:42 | vor Scott Molina, John Devere und Lance Armstrong |
| 28. Mai 1988  | 7     | Jeep TriPrix                                   | Oceanside      | 01:52:11 |                                                   |
| 1987          | 1     | Orange County Performing Arts Center Triathlon | Mission Viejo  |          |                                                   |
| 28. Sep. 1986 | 3     | USA Triathlon Elite National Championships     | Hilton Head    | 01:51:00 | hinter Scott Molina und Dave Scott                |
| 14. Sep. 1986 | 1     | Bud Light Triathlon                            | San Diego      | 01:52:19 |                                                   |
| 3. Aug. 1986  | 2     | Chicago Triathlon                              | Chicago        | 01:48:00 | hinter Scott Molina                               |
| 1986          | 1     | Orange County Performing Arts Center Triathlon | Mission Viejo  |          |                                                   |
| 29. Sep. 1985 | 3     | USA Triathlon Elite National Championships     | Hilton Head    |          |                                                   |
| 15. Sep. 1985 | 2     | Bud Light Triathlon                            | San Diego      | 01:55:03 | hinter Scott Molina                               |
| 4. Aug. 1985  | 2     | Bud Light Triathlon                            | Dana Point     | 01:54:09 | hinter Scott Molina                               |
| 1984          | 3     | USA Triathlon Elite National Championships     | Bass Lake      |          |                                                   |
| 1983          | 1     | Chicago Triathlon                              | Chicago        |          |                                                   |
| 1983          | 2     | USA Triathlon Elite National Championships     | Bass Lake      |          |                                                   |

| Datum/Jahr    | Platz | Wettbewerb                                       | Austragungsort       | Zeit     | Bemerkung |
| ------------- | ----- | ------------------------------------------------ | -------------------- | -------- | --- |
| 23. Okt. 1999 | 565   | Ironman Hawaii                                   | Hawaii               | 10:37:00 | 20. Start auf Hawaii |
| 3. Okt. 1998  | 86    | Ironman Hawaii                                   | Hawaii               | 09:42:06 | |
| 18. Okt. 1997 | 34    | Ironman Hawaii                                   | Hawaii               | 09:17:42 | |
| 26. Okt. 1996 | 33    | Ironman Hawaii                                   | Hawaii               | 09:04:26 | |
| 25. Aug. 1996 | 13    | Ironman Canada                                   | Penticton            | 09:11:56 | [ 30 ] |
| 7. Okt. 1995  | DNF   | Ironman Hawaii                                   | Hawaii               | –        | nach 55:26 min Schwimmen und 5:03:35 auf dem Rad beim Laufen ausgestiegen                                                                                           |
| 15. Okt. 1994 | 96    | Ironman Hawaii                                   | Hawaii               | 09:41:04 | |
| 28. Aug. 1994 | 2     | Ironman Canada                                   | Penticton            | 08:53:00 | |
| 30. Okt. 1993 | 22    | Ironman Hawaii                                   | Hawaii               | 08:48:08 | |
| 29. Aug. 1993 | 4     | Ironman Canada                                   | Penticton            |          | |
| 10. Okt. 1992 | 13    | Ironman Hawaii                                   | Hawaii               | 08:42:39 | |
| 1992          | 1     | Ironman Canada                                   | Penticton            | 08:27:45 | persönliche Bestzeit auf der Ironman-Distanz |
| März 1992     | 3     | Ironman New Zealand                              | Auckland             | 08:55:30 | |
| 19. Okt. 1991 | 6     | Ironman Hawaii                                   | Hawaii               | 08:43:06 | |
| März 1991     | 2     | Ironman New Zealand                              | Auckland             | 08:35:53 | hinter Dirk Aschmoneit |
| 6. Okt. 1990  | 2     | Ironman Hawaii                                   | Hawaii               | 08:37:40 | |
| März 1990     | 3     | Ironman New Zealand                              | Auckland             | 08:44:13 | |
| 14. Okt. 1989 | 6     | Ironman Hawaii                                   | Hawaii               | 08:36:52 | |
| 28. Mai 1989  | 19    | Triathlon Longue Distance de Nice                | Nizza                |          | Sturz auf der Radstrecke (4 km Schwimmen, 120 km Radfahren und 32 km Laufen)                                                                                        |
| 22. Okt. 1988 | 4     | Ironman Hawaii                                   | Hawaii               | 08:43:11 | |
| 24. Sep. 1988 | 3     | Triathlon Longue Distance de Nice                | Nizza                | 06:12:54 | hinter Rob Barel und Scott Molina |
| März 1988     | 1     | Ironman New Zealand                              | Auckland             | 08:44:13 | 3,8 km Schwimmen, 180 km Radfahren und 42,2 km Laufen |
| 10. Okt. 1987 | 6     | Ironman Hawaii                                   | Hawaii               | 09:08:37 | |
| 25. Okt. 1987 | 2     | Triathlon Longue Distance de Nice                | Nizza                | 06:07:23 | hinter Mark Allen |
| 18. Okt. 1986 | 3     | Ironman Hawaii                                   | Hawaii               | 09:00:37 | |
| 1986          | 2     | Internationale Deutsche Meisterschaften          | Roth                 |          | nach Radsturz Zweiter hinter Dirk Aschmoneit (2,5 km Schwimmen, 100 km Radfahren und 25 km Laufen); Vorgängerveranstaltung des Ironman Europe                       |
| März 1986     | 1     | Ironman New Zealand                              | Auckland             | 07:33:17 | 2 Meilen (3,2 km) Schwimmen, 100 Meilen (161 km) Radfahren und 20 Meilen (32,2 km) Laufen                                                                           |
| 26. Okt. 1985 | 1     | Ironman Hawaii                                   | Hawaii               | 08:50:54 | in Abwesenheit von Mark Allen, Dave Scott und Scott Molina |
| 13. Okt. 1985 | 2     | Triathlon Longue Distance de Nice                | Nizza                | 05:55:52 | hinter Mark Allen |
| 8. Sep. 1985  | 1     | Cape Cod Triathlon                               | Hyannis              | 08:21:34 | 3,8 km Schwimmen, 180 km Radfahren, 42,2 km Laufen |
| 10. Aug. 1985 | 1     | USA Triathlon Long Course National Championships | Cultus Lake (Oregon) | 03:51:41 | beim „Mount Bachelor-Cascade Lakes Triathlon“ |
| 6. Okt. 1984  | 2     | Ironman Hawaii                                   | Hawaii               | 09:18:45 | |
| 8. Sep. 1984  | 3     | Triathlon Longue Distance de Nice                | Nizza                | 06:16:40 | hinter Mark Allen und Dave Scott |
| 22. Okt. 1983 | 2     | Ironman Hawaii                                   | Hawaii               | 09:06:30 | Dave Scott kam 1983 in Kona auf Hawaii nur 33 Sekunden vor seinem Landsmann Scott Tinley ins Ziel und hält damit eine der knappsten Entscheidungen bei den Männern. |
| 1983          | 4     | Triathlon Longue Distance de Nice                | Nizza                |          | hinter Mark Allen, Dave Scott und Scott Molina |
| 20. Nov. 1982 | 3     | Triathlon Longue Distance de Nice                | Nizza                | 06:45:50 | hinter Mark Allen und Scott Molina (1,5 km Schwimmen, 100 km auf dem Rad und 42,2 km Laufen)                                                                        |
| 9. Okt. 1982  | 2     | Ironman Hawaii                                   | Hawaii               | 09:28:28 | |
| 6. Feb. 1982  | 1     | Ironman Hawaii                                   | Hawaii               | 09:19:41 | Sieger beim fünften Wettbewerb auf Hawaii |
| 14. Feb. 1981 | 3     | Ironman Hawaii                                   | Hawaii               | 10:12:47 | |

(DNF – Did Not Finish)

## Veröffentlichungen
- Finding Triathlon: How Endurance Sports Explain the World Hatherleigh Press, September 2015. ISBN 978-1-57826-584-8
- Dirty Inspirations: Lessons from the Trenches of Extreme Endurance Sports mit Terri Schneider. Hatherleigh Press, Januar 2016. ISBN 978-1-57826-602-9
- Racing the Sunset: How Athletes Survive, Thrive, or Fail in Life After Sport Skyhorse Publishing, April 2015. ISBN 978-1-63220-564-3
- Things To Be Survived Habitus Books, Dezember 2006. ISBN 978-1-4276-0794-2[33]
- Lifelong Success, Triathlon: Training for Masters : Ironman Edition mit Henry Ash und Barbara Warren. Meyer & Meyer, Oktober 2003. ISBN 978-1-84126-103-4
- Iron Will: The Triathlete’s Ultimate Challenge mit Mike Plant. Velo Press, 2. Auflage Oktober 1999 ISBN 978-1-884737-67-1
- Scott Tinley’s Winning Guide to Sports Endurance: How to Maximize Speed, Strength and Stamina mit Ken McAlpine. Rodale Press, Februar 1994. ISBN 978-0-87596-106-4
- Finding the Wheel’s Hub: Tales and Thoughts on the Endurance Athletic Lifestyle Trimarket, März 1995. ISBN 978-0-9634568-5-4
- Triathlon: A Personal History Velo-Press, Januar 1999. ISBN 978-1-884737-49-7
- Racing the Sunset: An Athlete’s Quest for Life After Sport The Lyons Press, Oktober 2003. ISBN 978-1-59228-095-7
- Scott Tinley’s Winning Triathlon Contemporary Books, April 1986. ISBN 978-0-8092-5117-9
- Psychosocial Aspects of Sports Injury and Illness SDSU, 2015. ISBN 978-0-7442-8768-4